# 알리나 렙신
알리나 렙신(Alina Levshin, 1984년 9월 10일 ~ )은 독일, 러시아의 배우이다. 2012년 독일 영화상 여우주연상 수상자이다.

## 출연 작품
- 루겐 (2014)
- 유 돈 원트 투 노 (2011)
- 컴뱃 걸스 (2011)